# Растанак Кара-Ђорђија са Србијом
Растанак Кара-ђорђија са Србијом је српска епска народна песма настала у време слома Првог српског устанка (1813. или касније), а посвећена је српском вожду Карађорђу. Пример је циклуса епских народних песама кроз које је кривица за пропаст Србије бачена на политичке и војне вође Првог српског устанка. Стилски гледано овај циклус песама је истоветан ранијем циклусу спеваном о Првом српском устанку и његовим догађајима, али је тематски окренут „наглавачке“ — уместо величања вођа устанка и њиховог поређења (и изједначавања) са Немањићима и Косовским јунацима, ове песме су у суштини народне клетве пуне увреда.
Циклус српских епских песама настао 1813. (свакако због своје тематике) није много изучаван, није сакупљен и објављен у виду антологије и уопштено говорећи потиснут је из народне свести.
Одломак:
...
О курвићу, Ђоко Петровићу!
Ђе си данас? Ниђе те не било!
Ако пијеш у механи вино,
Вино ти се на ране пролило!
Ако лежиш у ложници с љубом,
Удова ти љуба останула!
Зар не видиш, њима не виђео!
Ђе ти Турци земљу преотеше.
...